# 王玉磬
王玉磬（1923年—2007年），女，原名陈国贤，河北安新人，中国河北梆子表演艺术家，天津市河北梆子剧院副院长，中国戏剧家协会理事，第五、六、七、八届全国政协委员。